# Enregistrador de dades

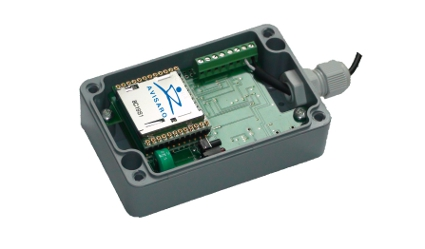
Enregistrador de dades (Avisaro)

Un enregistrador de dades (en anglès data logger o datalogger) és un sistema electrònic per a mesurar un cert nombre de variables i efectuar una tabulació escrita i/o registrar-les en un format adequat per a l'entrada a l'ordinador.
Cada vegada més, però no totalment, estan basats en un processador digital (o ordinador). Generalment els enregistradors de dades són petits, accionats amb piles, portàtils i equipats amb un microprocessador, memòria interna per emmagatzemar dades i sensors. Alguns fan interfície amb un ordinador personal i fan servir programari per activar l'enregistrador de dades i veure i analitzar les dades recollides, mentre altres tenen un dispositiu d'interfície local (keypad, LCD) i poden ser usats acom un dispositiu autònom.
Els Data loggers varien entre tipus de propòsit general per un ventall d'aplicacions de mesura a dispositius molt específics per a mesurar només en un sol ambient o un tipus d'aplicació. És comú per a propòsits generals que siguin programables; tanmateix, molts romanen com màquines estàtiques amb només un limitat nombre de paràmetres o que no són intercanviables. Els enregistradors de dades electrònics han substituït els registradors amb paper (chart recorders) en moltes aplicacions.
Un dels beneficis principals de fer servir enregistradors de dades és la possibilitat de recollir automàticament dades sobre la base de les 24 hores, per exemple de temperatura de l'aire i humitat relativa. .
El preu dels enregistradors de dades ha anat disminuint al llarg dels anys.

## Formats de dades
L'estandardització dels protocols i els formats de dades han estat un problema però amb el creixement de la indústria i l'augment de l'ús s'han imposat els formats XML, JSON i YAML. El desenvolupament del web semàntic i de l'internet de les coses estan accelerant l'estandardització.

## Protocols de d'instrumentació
Uns quants protocols s'han estandarditzat incloent-hi un protocol llest, SDI-12, existeix que permet una mica d'instrumentació estar connectat a una varietat de loggers de dades. L'ús d'aquest norma no ha guanyat gaire acceptació a fora de la indústria mediambiental. SDI-12 també dona suport multi instruments de gota. Algunes companyies de datalogging també ara estan donant suport la norma de MODBUS, això s'ha utilitzat tradicionalment en l'àrea de control industrial que hi ha molts instruments industrials que donen suport a aquest nivell de comunicació. Un altre multi protocol de gota que s'està començant ara a tornar més àmpliament utilitzat és basat a Canbus (ISO 11898) Alguns loggers de dades utilitzen un ambient de scripting flexible per adaptar-se a diversos protocols no estàndards

## Aplicacions
Inclouen
- Estació meteorològica sense assistència.
- Registres hidrogràfics sense assistència (nivell de l'aigua, fondària, flux, pH, conductivitat).
- Registre d'humitat del sòl.
- Registre de la pressió d'un gas.
- Boies fora de la costa per registrar diverses condicions ambientals.
- Comptatge del trànsit rodat.
- Mesura, de temperatura, humitatat, etc., en productes peribles: cadena de fred.[2]
- Recerca a la natura.
- Testatge de vehicles